# High-logic
High-Logic은 네덜란드의 기업이다. 1997년 Erwin Denissen에 의해 설립되었으며, 폰트 편집 및 관리 프로그램을 제작한다.

## 출시 프로그램
이 회사의 대표적인 프로그램은 마이크로소프트 윈도우에서 사용할 수 있는 FontCreator(Font Creator Program으로도 알려져 있음)이다. 2005년 12월 2일 윈도우용 글꼴 관리 프로그램인 MainType을 발표했으며, 2008년 4월 23일에는 스캔을 통해 손글씨 글꼴을 제작하는 Scanahand 프로그램을 출시했다.